# Pedro Valadares
Pedro Almeida Valadares Neto, né le 4 septembre 1965 à Simão Dias (Sergipe) et mort le 13 août 2014 à Santos (São Paulo), est un avocat et un homme politique brésilien. 

## Carrière
Valadares est issu d'une famille de politiciens. Son oncle Antônio Carlos Valadares fut successivement député, gouverneur et sénateur du Sergipe. Son cousin Valadares Filho est actuellement député fédéral du Sergipe.
Député fédéral de l'État du Sergipe de 1991 à 1995, il siège à nouveau de 1997 à 1999 en tant que suppléant de Jerônimo Reis, lorsque celui-ci choisit de renoncer à son siège de député pour devenir maire de Lagarto. Il remplace à nouveau Reis de 2010 à 2011.
En 2014, il se joint à l'équipe de campagne d'Eduardo Campos, candidat du Parti socialiste brésilien à l'élection présidentielle brésilienne de 2014.

## Mort
Valadares meurt dans l'accident du Cessna Citation qui transporte Campos et qui s'écrase sur des bâtiments à Santos, faisant sept victimes.